# Copa del Emperador 2024
La Copa del Emperador 2024 (en japonés: 天皇杯 JFA 第104回全日本サッカー選手権大会) fue la 104.ª edición del torneo de fútbol más antiguo de Japón. 
Para la edición de 2024 el formato no presentó ningún cambio con respecto a la previa edición. Como fue usual los participantes fueron 88 (19 de la J1 League, los 20 de la J2 League, el mejor equipo amateur y los 47 ganadores de los torneos de prefecturas).
El campeón defensor fue el Kawasaki Frontale.

## Calendario
El calendario de la primera ronda hasta los cuartos de final fue anunciado el 20 de diciembre de 2023.
| Ronda            | Fecha                                    | Partidos | Equipos              | Equipos nuevos en la competición                                                         |
| ---------------- | ---------------------------------------- | -------- | -------------------- | ---------------------------------------------------------------------------------------- |
| Primera ronda    | 25–26 de mayo                            | 24       | 48 (47+1) → 24       | - 1 equipo amateur - 47 campeones de las ligas de Prefecturas.                           |
| Segunda ronda    | 12 de junio (19 de junio)                | 32       | 64 (24+20+19+1) → 32 | - 19 equipos de la J1 League 2024 - 20 equipos de la J2 League 2024 - 1 equipo designado |
| Tercera ronda    | 10 de julio (17 de julio)                | 16       | 32 → 16              |                                                                                          |
| Octavos de final | 21 de agosto (28 de agosto)              | 8        | 16 → 8               |                                                                                          |
| Cuartos de final | 18 de septiembre (11 y 25 de septiembre) | 4        | 8 → 4                |                                                                                          |
| Semifinales      | 27 de octubre                            | 2        | 4 → 2                |                                                                                          |
| Final            | 23 de noviembre                          | 1        | 2 → 1                |                                                                                          |

## Equipos participantes
| J1 League 2024 Todos los equipos se unen en la segunda ronda | J2 League 2024 Todos los equipos se unen en la segunda ronda | Mejores equipos amateur Se unen en la primera ronda | Los 47 campeones de las ligas de prefecturas Todos los equipos se unen en la primera ronda | Los 47 campeones de las ligas de prefecturas Todos los equipos se unen en la primera ronda |
| - Albirex Niigata - Avispa Fukuoka - Cerezo Osaka - Consadole Sapporo - Júbilo Iwata - Gamba Osaka - Kashima Antlers - Kashiwa Reysol - Kawasaki Frontale - Kyoto Sanga - Machida Zelvia - Nagoya Grampus - Sagan Tosu - Sanfrecce Hiroshima - Shonan Bellmare - F. C. Tokio - Tokyo Verdy - Vissel Kobe - Yokohama F. Marinos | - Blaublitz Akita - Fagiano Okayama - Ehime - Fujieda MYFC - Iwaki FC - JEF United Chiba - Mito HollyHock - Montedio Yamagata - Kagoshima United - Oita Trinita - Renofa Yamaguchi FC - Roasso Kumamoto - Shimizu S-Pulse - Thespakusatsu Gunma - Tochigi SC - Tokushima Vortis - Yokohama FC - V-Varen Nagasaki - Vegalta Sendai - Ventforet Kofu | - Honda FC - Universidad de Meiji                   | - Hokkaidō: Hokkaido Tokachi Sky Earth - Aomori: Vanraure Hachinohe - Iwate: Iwate Grulla Morioka - Miyagi: Sony Sendai - Akita: Saruta Kōgyō - Yamagata: Oyama - Fukushima: Fukushima United - Ibaraki: Universidad de Tsukuba - Tochigi: Tochigi City - Gunma: Tonan Maebashi - Saitama: Omiya Ardija - Chiba: Briobecca Urayasu - Tokio: Yokogawa Musashino - Kanagawa: SC Sagamihara - Yamanashi: Universidad Yamanashi Gakuin Pegasus - Nagano: Nagano Parceiro - Niigata: Japan Soccer College - Toyama: Kataller Toyama - Ishikawa: Zweigen Kanazawa - Fukui: Fukui United - Shizuoka: Azul Claro Numazu - Aichi: Universidad Chukyo - Mie: Veertien Mie - Gifu: FC Gifu | - Shiga: Biwako Seikei Sport College - Kioto: Universidad Kyoto Sangyo - Osaka: Universidad Kansai - Hyōgo: Universidad Konan - Nara: Nara Club - Wakayama: Arterivo Wakayama - Tottori: Gainare Tottori - Shimane: Belugarosso Iwami - Okayama: Mitsubishi Mizushima - Hiroshima: Fukuyama City - Yamaguchi: Baleine Shimonoseki - Kagawa: Kamatamare Sanuki - Tokushima: FC Tokushima - Ehime: FC Imabari - Kōchi: Kochi United - Fukuoka: Giravanz Kitakyushu - Saga: Kawasoe Club - Nagasaki: Mitsubishi Nagasaki - Kumamoto: Universidad de Tokai- Kumamoto - Ōita: J-Lease - Miyazaki: Tegevajaro Miyazaki - Kagoshima: NIFS Kanoya - Okinawa: Okinawa |

## Primera ronda
| Equipo 1                       | Resultado    | Equipo 2                   |
| ------------------------------ | ------------ | -------------------------- |
| Kataller Toyama                | 3–0          | Universidad Kansai         |
| Iwate Grulla Morioka           | 3–1          | Hokkaido Tokachi Sky Earth |
| Universidad de Tsukuba         | 1–0          | Universidad de Meiji       |
| FC Tokushima                   | 0–1 (t. s.)  | J-Lease                    |
| NIFS Kanoya                    | 0–3          | Giravanz Kitakyushu        |
| Mitsubishi Mizushima           | 3–4 (t. s.)  | Kamatamare Sanuki          |
| Nara Club                      | 3–2          | Universidad Kyoto Sangyo   |
| Kochi United                   | 1–0          | Belugarosso Iwami          |
| Vanraure Hachinohe             | 2–0          | Briobecca Urayasu          |
| Arterivo Wakayama              | 1–2          | Japan Soccer College       |
| Fukui United                   | 0–3          | Omiya Ardija               |
| Universidad de Tokai- Kumamoto | 0–4          | Mitsubishi Nagasaki        |
| FC Gifu                        | 1–0          | Azul Claro Numazu          |
| Fukushima United               | 9–0          | Oyama                      |
| Tegevajaro Miyazaki            | 4–0          | Kawasoe Club               |
| Sony Sendai                    | 3–1          | Tonan Maebashi             |
| Veertien Mie                   | 1–0          | FC Imabari                 |
| Biwako Seikei Sport College    | 0–1          | Universidad Chukyo         |
| Gainare Tottori                | 1–1 (3–4 p.) | Baleine Shimonoseki        |
| Zweigen Kanazawa               | 1–1 (3–4 p.) | Universidad Konan          |
| Nagano Parceiro                | 7–0          | Saruta Kōgyō               |
| Fukuyama City                  | 3–0          | Okinawa                    |
| Tochigi City                   | 1–0          | Yokogawa Musashino         |
| SC Sagamihara                  | 3–0          | YGU Pegasus                |

## Segunda ronda
| Equipo 1            | Resultado    | Equipo 2               |
| ------------------- | ------------ | ---------------------- |
| Vissel Kobe         | 2–0          | Kataller Toyama        |
| Tokushima Vortis    | 1–0          | Vegalta Sendai         |
| Kashiwa Reysol      | 2–0          | Iwate Grulla Morioka   |
| Machida Zelvia      | 1–1 (2–4 p.) | Universidad de Tsukuba |
| Cerezo Osaka        | 3–1          | J-Lease                |
| Ventforet Kofu      | 2–0          | Honda FC               |
| Albirex Niigata     | 4–4 (3–1 p.) | Giravanz Kitakyushu    |
| V-Varen Nagasaki    | 3–2          | Kamatamare Sanuki      |
| Kashima Antlers     | 2–1          | Nara Club              |
| Fujieda MYFC        | 2–0          | Tochigi                |
| Sagan Tosu          | 2–1          | Kochi United           |
| Yokohama FC         | 2–1 (t. s.)  | Vanraure Hachinohe     |
| Nagoya Grampus      | 0–1          | Japan Soccer College   |
| Thespakusatsu Gunma | 1–1 (2–3 p.) | Renofa Yamaguchi FC    |
| Kyoto Sanga         | 2–0          | Omiya Ardija           |
| Shimizu S-Pulse     | 9–0          | Mitsubishi Nagasaki    |
| Yokohama F. Marinos | 2–2 (5–4 p.) | FC Gifu                |
| Roasso Kumamoto     | 1–2          | Mito HollyHock         |
| Gamba Osaka         | 3–0          | Fukushima United       |
| Júbilo Iwata        | 1–2          | Tegevajaro Miyazaki    |
| Kawasaki Frontale   | 2–0          | Sony Sendai            |
| Oita Trinita        | 1–0          | Kagoshima United       |
| F. C. Tokio         | 3–0          | Veertien Mie           |
| JEF United Chiba    | 2–1          | Universidad Chukyo     |
| Sanfrecce Hiroshima | 11–2         | Baleine Shimonoseki    |
| Blaublitz Akita     | 0–2          | Iwaki FC               |
| Shonan Bellmare     | 3–1          | Universidad Konan      |
| Tokyo Verdy         | 5–0          | Nagano Parceiro        |
| Avispa Fukuoka      | 8–0          | Fukuyama City          |
| Fagiano Okayama     | 1–7          | Ehime                  |
| Consadole Sapporo   | 3–1          | Tochigi City           |
| Montedio Yamagata   | 3–2          | SC Sagamihara          |

## Tercera ronda
| Equipo 1             | Resultado    | Equipo 2               |
| -------------------- | ------------ | ---------------------- |
| Vissel Kobe          | 2–0          | Tokushima Vortis       |
| Kashiwa Reysol       | 2–1 (t. s.)  | Universidad de Tsukuba |
| Cerezo Osaka         | 1–2 (t. s.)  | Ventforet Kofu         |
| Albirex Niigata      | 1–6          | V-Varen Nagasaki       |
| Kashima Antlers      | 2–1          | Fujieda MYFC           |
| Sagan Tosu           | 3–1          | Yokohama F. C.         |
| Kyoto Sanga          | 3–1          | Shimizu S-Pulse        |
| Yokohama F. Marinos  | 2–2 (5–4 p.) | Mito HollyHock         |
| Gamba Osaka          | 2–1          | Tegevajaro Miyazaki    |
| Kawasaki Frontale    | 1–3          | Oita Trinita           |
| F. C. Tokio          | 1–2 (t. s.)  | JEF United Chiba       |
| Sanfrecce Hiroshima  | 4–0          | Iwaki                  |
| Shonan Bellmare      | 1–0          | Tokyo Verdy            |
| Avispa Fukuoka       | 0–2          | Ehime                  |
| Consadole Sapporo    | 6–3          | Montedio Yamagata      |
| Japan Soccer College | 0–3          | Renofa Yamaguchi       |

## Fase final

### Cuadro de desarrollo
|  | Octavos de final    | Octavos de final    |                     |   | Cuartos de final          | Cuartos de final          |  |  | Semifinales   | Semifinales   |  |  | Final           | Final           |
|  | 21 de agosto        | 21 de agosto        |                     |   | 11, 18 y 25 de septiembre | 11, 18 y 25 de septiembre |  |  | 27 de octubre | 27 de octubre |  |  | 23 de noviembre | 23 de noviembre |
|  |                     |                     |                     |   |                           |                           |  |  |               |               |  |  |                 |                 |
|  |                     |                     |                     |   |                           |                           |  |  |               |               |  |  |                 |                 |
|  |                     |                     |                     |   |                           |                           |  |  |               |               |  |  |                 |                 |
|  | V-Varen Nagasaki    | 2                   |                     |   |                           |                           |  |  |               |               |  |  |                 |                 |
|  | V-Varen Nagasaki    | 2                   |                     |   |                           |                           |  |  |               |               |  |  |                 |                 |
|  | Yokohama F. Marinos | 3                   |                     |   |                           |                           |  |  |               |               |  |  |                 |                 |
|  | Yokohama F. Marinos | 3                   | Yokohama F. Marinos | 5 |                           |                           |  |  |               |               |  |  |                 |                 |
|  |                     |                     |                     | 5 |                           |                           |  |  |               |               |  |  |                 |                 |
|  |                     | Renofa Yamaguchi    | 1                   |   |                           |                           |  |  |               |               |  |  |                 |                 |
|  | Sagan Tosu          | Renofa Yamaguchi    | 1                   | 0 |                           |                           |  |  |               |               |  |  |                 |                 |
|  | Sagan Tosu          |                     |                     | 0 |                           |                           |  |  |               |               |  |  |                 |                 |
|  | Renofa Yamaguchi    | 2                   |                     |   |                           |                           |  |  |               |               |  |  |                 |                 |
|  | Renofa Yamaguchi    | 2                   | Yokohama F. Marinos | 2 |                           |                           |  |  |               |               |  |  |                 |                 |
|  |                     |                     |                     | 2 |                           |                           |  |  |               |               |  |  |                 |                 |
|  |                     | Gamba Osaka (t. s.) | 3                   |   |                           |                           |  |  |               |               |  |  |                 |                 |
|  | Sanfrecce Hiroshima | Gamba Osaka (t. s.) | 3                   | 3 |                           |                           |  |  |               |               |  |  |                 |                 |
|  | Sanfrecce Hiroshima |                     |                     | 3 |                           |                           |  |  |               |               |  |  |                 |                 |
|  | Ehime               | 2                   |                     |   |                           |                           |  |  |               |               |  |  |                 |                 |
|  | Ehime               | 2                   | Sanfrecce Hiroshima | 1 |                           |                           |  |  |               |               |  |  |                 |                 |
|  |                     |                     |                     | 1 |                           |                           |  |  |               |               |  |  |                 |                 |
|  |                     | Gamba Osaka         | 2                   |   |                           |                           |  |  |               |               |  |  |                 |                 |
|  | Gamba Osaka         | Gamba Osaka         | 2                   | 2 |                           |                           |  |  |               |               |  |  |                 |                 |
|  | Gamba Osaka         |                     |                     | 2 |                           |                           |  |  |               |               |  |  |                 |                 |
|  | Shonan Bellmare     | 0                   |                     |   |                           |                           |  |  |               |               |  |  |                 |                 |
|  | Shonan Bellmare     | 0                   | Gamba Osaka         | 0 |                           |                           |  |  |               |               |  |  |                 |                 |
|  |                     |                     |                     | 0 |                           |                           |  |  |               |               |  |  |                 |                 |
|  |                     | Vissel Kobe         | 1                   |   |                           |                           |  |  |               |               |  |  |                 |                 |
|  | Ventforet Kofu      | Vissel Kobe         | 1                   | 1 |                           |                           |  |  |               |               |  |  |                 |                 |
|  | Ventforet Kofu      |                     |                     | 1 |                           |                           |  |  |               |               |  |  |                 |                 |
|  | Kashima Antlers     | 2                   |                     |   |                           |                           |  |  |               |               |  |  |                 |                 |
|  | Kashima Antlers     | 2                   | Kashima Antlers     | 0 |                           |                           |  |  |               |               |  |  |                 |                 |
|  |                     |                     |                     | 0 |                           |                           |  |  |               |               |  |  |                 |                 |
|  |                     | Vissel Kobe         | 3                   |   |                           |                           |  |  |               |               |  |  |                 |                 |
|  | Kashiwa Reysol      | Vissel Kobe         | 3                   | 0 |                           |                           |  |  |               |               |  |  |                 |                 |
|  | Kashiwa Reysol      |                     |                     | 0 |                           |                           |  |  |               |               |  |  |                 |                 |
|  | Vissel Kobe         | 1                   |                     |   |                           |                           |  |  |               |               |  |  |                 |                 |
|  | Vissel Kobe         | 1                   | Vissel Kobe         | 2 |                           |                           |  |  |               |               |  |  |                 |                 |
|  |                     |                     |                     | 2 |                           |                           |  |  |               |               |  |  |                 |                 |
|  |                     | Kyoto Sanga         | 1                   |   |                           |                           |  |  |               |               |  |  |                 |                 |
|  | Kyoto Sanga         | Kyoto Sanga         | 1                   | 2 |                           |                           |  |  |               |               |  |  |                 |                 |
|  | Kyoto Sanga         |                     |                     | 2 |                           |                           |  |  |               |               |  |  |                 |                 |
|  | Oita Trinita        | 0                   |                     |   |                           |                           |  |  |               |               |  |  |                 |                 |
|  | Oita Trinita        | 0                   | Kyoto Sanga         | 3 |                           |                           |  |  |               |               |  |  |                 |                 |
|  |                     |                     |                     | 3 |                           |                           |  |  |               |               |  |  |                 |                 |
|  |                     | JEF United Chiba    | 0                   |   |                           |                           |  |  |               |               |  |  |                 |                 |
|  | JEF United Chiba    | JEF United Chiba    | 0                   | 1 |                           |                           |  |  |               |               |  |  |                 |                 |
|  | JEF United Chiba    |                     |                     | 1 |                           |                           |  |  |               |               |  |  |                 |                 |
|  | Consadole Sapporo   | 0                   |                     |   |                           |                           |  |  |               |               |  |  |                 |                 |
|  | Consadole Sapporo   | 0                   |                     |   |                           |                           |  |  |               |               |  |  |                 |                 |

- Los horarios corresponde a la hora local de Japón (UTC+9).

### Octavos de final
| 21 de agosto | V-Varen Nagasaki                   | 2 – 3   | Yokohama F. Marinos                           | Estadio Transcosmos, Nagasaki                             |                                                           |
| 19:00        | - Juanma 58' - Matheus Jesus 90+2' | Reporte | - Amano 67' - Nishimura 90+8' - Uenaka 90+10' | Asistencia: 5135 espectadores Árbitro(s): Akihiko Ikeuchi | Asistencia: 5135 espectadores Árbitro(s): Akihiko Ikeuchi |

| 21 de agosto | Sagan Tosu | 0 – 2   | Renofa Yamaguchi              | Estadio Ishin Me-Life, Yamaguchi                       |                                                        |
| 19:00        |            | Reporte | - Wakatsuki 6' - Yamamoto 12' | Asistencia: 3418 espectadores Árbitro(s): Ryo Tanimoto | Asistencia: 3418 espectadores Árbitro(s): Ryo Tanimoto |

| 21 de agosto | Sanfrecce Hiroshima     | 2 – 0   | Ehime | Estadio Ningineer, Matsuyama                               |                                                            |
| 19:00        | - Arslan 69' - Kato 79' | Reporte |       | Asistencia: 5111 espectadores Árbitro(s): Yuichi Nishimura | Asistencia: 5111 espectadores Árbitro(s): Yuichi Nishimura |

| 21 de agosto | Gamba Osaka                                  | 3 – 2   | Shonan Bellmare          | Estadio Panasonic Suita, Suita                        |                                                       |
| 19:00        | - Yamashita 14' - Fukuoka 41' - Nakatani 76' | Reporte | - Okuno 11' - Suzuki 35' | Asistencia: 6024 espectadores Árbitro(s): Yuzo Sutani | Asistencia: 6024 espectadores Árbitro(s): Yuzo Sutani |

| 21 de agosto | Ventforet Kofu | 1 – 2   | Kashima Antlers          | Estadio JIT Recycle Ink, Kōfu                               |                                                             |
| 19:00        | Misawa 29'     | Reporte | - Fujii 45+2' - Ueda 90' | Asistencia: 7796 espectadores Árbitro(s): Yoshimi Yamashita | Asistencia: 7796 espectadores Árbitro(s): Yoshimi Yamashita |

| 21 de agosto | Kashiwa Reysol | 0 – 1   | Vissel Kobe | Estadio Sankyo Frontier Kashiwa, Kashiwa              |                                                       |
| 19:00        |                | Reporte | Sasaki 3'   | Asistencia: 6219 espectadores Árbitro(s): Jumpei Iida | Asistencia: 6219 espectadores Árbitro(s): Jumpei Iida |

| 21 de agosto | Kyoto Sanga                  | 2 – 0   | Oita Trinita | Resonac Dome Oita, Ōita                                   |                                                           |
| 19:00        | - Matsuda 57' - Kawasaki 81' | Reporte |              | Asistencia: 4358 espectadores Árbitro(s): Yoshiro Imamura | Asistencia: 4358 espectadores Árbitro(s): Yoshiro Imamura |

| 21 de agosto | JEF United Chiba | 1 – 0   | Consadole Sapporo | Fukuda Denshi Arena, Chiba                             |                                                        |
| 19:00        | Shinada 45'      | Reporte |                   | Asistencia: 6552 espectadores Árbitro(s): Naoto Uehara | Asistencia: 6552 espectadores Árbitro(s): Naoto Uehara |

### Cuartos de final
| 11 de septiembre | Sanfrecce Hiroshima | 1 – 2   | Gamba Osaka                  | Edion Peace Wing Hiroshima, Hiroshima                    |                                                          |
| 19:30            | Kato 16'            | Reporte | - Yamada 14' - Kishimoto 79' | Asistencia: 9321 espectadores Árbitro(s): Hayato Shimizu | Asistencia: 9321 espectadores Árbitro(s): Hayato Shimizu |

| 18 de septiembre | Kyoto Sanga                                   | 3 – 0   | JEF United Chiba | Fukuda Denshi Arena, Chiba                              |                                                         |
| 19:00            | - Toyokawa 11' - Marco Túlio 49' - Hiraga 85' | Reporte |                  | Asistencia: 6883 espectadores Árbitro(s): Koki Nagamine | Asistencia: 6883 espectadores Árbitro(s): Koki Nagamine |

| 25 de septiembre | Yokohama F. Marinos                                                            | 5 – 1   | Renofa Yamaguchi | Estadio Nissan, Yokohama                            |                                                     |
| 19:30            | - Yamane 16' - Élber 51' - Yan Matheus 71' - Mizunuma 77' - Anderson Lopes 86' | Reporte | Okuyama 23'      | Asistencia: 6201 espectadores Árbitro(s): Koei Koya | Asistencia: 6201 espectadores Árbitro(s): Koei Koya |

| 25 de septiembre | Kashima Antlers | 0 – 3   | Vissel Kobe                                 | Estadio Noevir Kobe, Kōbe                             |                                                       |
| 20:00            |                 | Reporte | - Morioka 15' - Sasaki 83' - Ideguchi 90+7' | Asistencia: 7231 espectadores Árbitro(s): César Ramos | Asistencia: 7231 espectadores Árbitro(s): César Ramos |

### Semifinales
| 27 de octubre | Gamba Osaka                                | 3 – 2 (t. s.) | Yokohama F. Marinos               | Estadio Panasonic Suita, Suita |                             |
| 13:05         | - Yamada 29' - Nakatani 90+3' - Isa 120+5' | Reporte       | - Yan Matheus 27' - Matsubara 89' | Árbitro(s): Hiroyuki Kimura    | Árbitro(s): Hiroyuki Kimura |

| 27 de octubre | Vissel Kobe                  | 2 – 1   | Kyoto Sanga     | Estadio Noevir Kobe, Kōbe    |                              |
| 15:00         | - Miyashiro 19' - Sasaki 55' | Reporte | Marco Túlio 32' | Árbitro(s): Yūichi Nishimura | Árbitro(s): Yūichi Nishimura |

### Final
| 23 de noviembre | Vissel Kobe   | 1 – 0   | Gamba Osaka | Estadio Olímpico, Tokio                                    |                                                            |
| 14:00           | Miyashiro 64' | Reporte |             | Asistencia: 56 824 espectadores Árbitro(s): Yudai Yamamoto | Asistencia: 56 824 espectadores Árbitro(s): Yudai Yamamoto |

|                                |
| Bandera de Japón               |
| Campeón Vissel Kobe 2.º título |